# دوز سه‌تایی

جدول دوز که در هر خانهٔ آن (دایره) یک مُهره قرار می‌گیرد. در هر ردیف یا ستون این جدول سه خانه وجود دارد.

دوزبازی سه‌تایی یک بازی فکری دو نفره مشابه ایکس او یا تیک‌تاک‌تو (سه به سه قطار) (به انگلیسی: tic-tac-toe) است که با یک صفحه و شش مهره در دو رنگ بازی می‌شود. طرحی هندسی، با استفاده از چند خط روی مقوا، رسم می‌شود و بازیکنان تلاش می‌کنند تا سه مهرهٔ خود را به ردیف در جایگاه‌ها بنشانند و همچنین مانع ردیف شدن مهره‌های حریف شوند. برنده، کسی است که زودتر ردیف سه‌تایی بسازد.